# Мирний (Александровський район)
Ми́рний (рос. Мирный) — селище у складі Александровського району Оренбурзької області, Росія.

## Населення
Населення — 43 особи (2010; 84 у 2002).
Національний склад (станом на 2002 рік):
- росіяни — 48 %
- чуваші — 31 %